# Louise Bouchard
Pour les articles homonymes, voir Bouchard.
Louise Bouchard est une poète et romancière québécoise née à Montréal en 1949. Elle a poursuivi des études de lettres à l'Université de Montréal où elle a obtenu un doctorat en 1983. Elle a publié deux romans, Les images (finaliste au Prix du Gouverneur général, 1985) et Décalage vers le bleu (1996), ainsi que trois recueils de poésie, Des voix la même (1978), L'inséparable (Grand Prix de poésie du Journal de Montréal, 1989) et Entre les Mondes (Prix de poésie Terrasses Saint-Sulpice de la revue Estuaire, 2007).

## Œuvres
- Décalage vers le bleu, roman, Montréal, Les Herbes rouges, 1996
- Des voix la même, poésie, Montréal, Les Herbes rouges, 1986 [1978]
- Entre les mondes, poésie, Montréal, Les Herbes rouges, 2007
- Les images, roman, Montréal, Les Herbes rouges, 2009 [1985]
- L'inséparable, poésie, Montréal, Les Herbes rouges, 1989

## Récompenses
- 1985 - Finaliste au Prix du Gouverneur général, Les images
- 1989 - Grand Prix de poésie du Journal de Montréal, L'inséparable
- 2007 - Prix de poésie Terrasses Saint-Sulpice de la revue Estuaire, Entre les mondes